# Philippus Innemee
Philippus Hendrik Lodewijk Innemee (4 de dezembro de 1902 — 10 de setembro de 1963) foi um ciclista holandês.
Defendeu as cores dos Países Baixos participando na prova individual e por equipes do ciclismo de estrada nos Jogos Olímpicos de 1924, disputadas na cidade de Paris, França.